# Židlochovice
Židlochovice (in tedesco Groß Seelowitz) è una città della Repubblica Ceca facente parte del distretto di Brno-venkov, in Moravia Meridionale.